# Svätá Mária
Svätá Mária (Hongaars: Bodrogszentmária) is een Slowaakse gemeente in de regio Košice, en maakt deel uit van het district Trebišov.
Svätá Mária telt 582 inwoners.